# Sergio Ocampo
Sergio Daniel Ocampo (González Catán, Provincia de Buenos Aires, Argentina; 30 de noviembre de 1993) es un futbolista que juega de defensor. Realizó las inferiores en All Boys y actualmente juega en Argentino de Merlo, de la Primera C de Argentina.

## Clubes
| Club                | País      | Año           |
| ------------------- | --------- | ------------- |
| All Boys            | Argentina | 2012          |
| Once Tigres         | Argentina | 2012-2016     |
| Deportivo Laferrere | Argentina | 2016-2017     |
| Argentino de Merlo  | Argentina | 2017-presente |